# Vestmannaeyjar (miasto)
Vestmannaeyjar – miasto i gmina (Vestmannaeyjabær) na Islandii, położona na archipelagu o tej samej nazwie. Zamieszkuje je blisko 4,3 tys. mieszkańców (2018). Rozwinął się tutaj przemysł spożywczy.

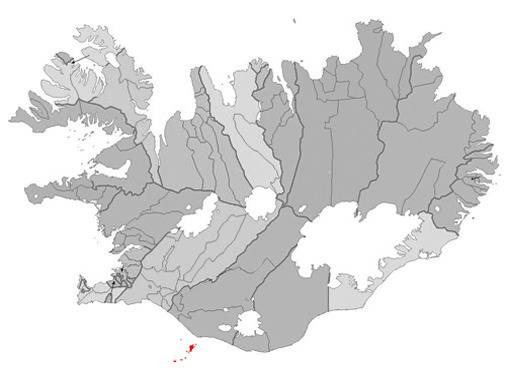
Położenie gminy Vestmannaeyjar

W 1627 roku miejscowość doznała najazdu piratów berberyjskich z Północnej Afryki. Uprowadzono wówczas część mieszkańców.   
W 1973 wulkan Eldfell na islandzkiej wyspie Heimaey ożył po trwającym 5000 lat uśpieniu, pokrywając całe miasteczko popiołem wulkanicznym, sięgającym do dachów domostw mierzących 4 m.